# Stan Rogers
Stanley Allison Rogers (Hamilton, Ontario; 29 de noviembre de 1949-2 de junio de 1983)  fue un músico y compositor folclórico canadiense.
Rogers se destacó por sus canciones tradicionales que frecuentemente se inspiraban de la historia canadiense y la vida cotidiana de los trabajadores, especialmente los de los pueblos pesqueros de las provincias marítimas y, más tarde, las granjas de las praderas canadienses y los Grandes Lagos. Rogers murió en un incendio a bordo del vuelo 797 de Air Canada en tierra en el aeropuerto de Greater Cincinnati a la edad de 33 años.

## Primeros años y desarrollo musical.
Rogers nació en Hamilton, Ontario, el hijo mayor de Nathan Allison Rogers y Valerie (de soltera Bushell) Rogers, dos Maritimers que se habían mudado a Ontario en busca de trabajo poco después de su matrimonio en julio de 1948. Aunque Rogers se crió en Binbrook, Ontario, a menudo pasaba los veranos visitando a su familia en el condado de Guysborough, Nueva Escocia.
Fue allí donde se familiarizó con el modo de vida en las Islas Marítimas, una influencia que tendría un profundo impacto en su desarrollo musical posterior. Se interesó por la música desde una edad temprana y, según se informa, comenzó a cantar poco después de aprender a hablar. Recibió su primera guitarra, una miniatura construida a mano por su tío Lee Bushell, cuando tenía tan solo cinco años. Estuvo expuesto a una variedad de influencias musicales, pero entre las más duraderas se encontraban las melodías country y Western que sus tíos cantaban durante las reuniones familiares. A lo largo de su infancia, practicaba el canto y la música junto con su hermano Garnet, seis años menor.
Mientras Rogers asistía a Saltfleet High School, Stoney Creek, Ontario, comenzó a conocer a otros jóvenes interesados en la música folklórica, aunque en esta época se interesaba en el rock and roll, cantando y tocando el bajo en bandas de garage como "Stanley and the Living Stones" y "The Hobbits". Después de la secundaria, Rogers asistió brevemente a la Universidad McMaster y a la Universidad de Trent, donde actuó en pequeños lugares con otros estudiantes de música, incluidos Ian Tamblyn, Chris Ward y su compañero de banda Nigel Russell. Russell escribió la canción "White Collar Holler", que Rogers cantaba con frecuencia en el escenario.
Rogers firmó con RCA Records en 1970 y grabó dos sencillos: "Here's to You Santa Claus" en 1970, y "The Fat Girl Rag" en 1971. En 1973, Rogers grabó tres sencillos para Polygram: "Three Pennies", "Guysborough Train" y "Past Fifty".
En 1976, Rogers grabó su álbum debut, Fogarty's Cove, lanzado en 1977 por Barnswallow Records. El tema del álbum trataba casi en su totalidad de la vida en el Canadá marítimo y fue un éxito inmediato. Luego, Rogers formó Fogarty's Cove Music y compró Barnswallow durante la producción de Turnaround, lo que le permitió lanzar sus propios álbumes. Póstumamente, se lanzaron álbumes adicionales.
Las canciones de Rogers a menudo tenían un aire celta que se debía, en parte, a su uso frecuente de la afinación de guitarra DADGAD. Utilizaba regularmente su guitarra de 12 cuerdas construida por William 'Grit' Laskin en sus actuaciones. Sus piezas más conocidas incluyen " Northwest Passage ", " Barrett's Privateers ", " The Mary Ellen Carter ", " Make and Break Harbor ", " The Idiot ", " Fogarty's Cove " y " White Squall ".

## Muerte
Rogers murió junto con otros 22 pasajeros, muy probablemente por inhalación de humo, el 2 de junio de 1983, mientras viajaba en el vuelo 797 de Air Canada (un McDonnell Douglas DC-9 ) después de actuar en el Festival Folclórico de Kerrville. El avión volaba de Dallas, Texas, a Toronto y Montreal cuando un incendio provocado por una fuente desconocida dentro del baño trasero lo obligó a realizar un aterrizaje de emergencia en el aeropuerto Greater Cincinnati en el norte de Kentucky. Inicialmente no se veían llamas y, después de que los intentos de extinguir el fuego fracasaran, el humo llenó la cabina. Al aterrizar, las puertas del avión se abrieron, lo que permitió escapar a los cinco tripulantes y a 18 de los 41 pasajeros, pero aproximadamente 90 segundos después de la evacuación, el oxígeno que entraba desde el exterior provocó un incendio repentino.

## Legado
Los restos de Stan Rogers fueron incinerados y sus cenizas fueron esparcidas frente a la costa de Nueva Escocia.
El legado de Rogers incluye sus grabaciones, cancioneros y obras de teatro para las que se le encargó escribir música. Sus canciones todavía son versionadas con frecuencia por otros músicos, y son los favoritos eternos en las fogatas y círculos de canciones canadienses. Los miembros de la banda de Rogers, incluido su hermano Garnet Rogers, continúan siendo intérpretes activos y forman una parte importante del tejido de la música folclórica canadiense contemporánea. Tras su muerte, fue nominado a los Juno Awards de 1984 en la categoría de Mejor Vocalista Masculino. Ese mismo año, se le concedió póstumamente el diploma de honor de la Canadian Conference of the Arts. En 1994, su álbum póstumo en vivo Home in Halifax también fue nominado a Mejor Álbum de Raíces y Tradicional.
Su viuda, Ariel, continúa supervisando su patrimonio y legado. Su música y letras han aparecido en numerosas publicaciones escritas y películas. Por ejemplo, sus letras han aparecido en libros de poesía infanti, junto a los clásicos reconocidos. Su canción " Northwest Passage " apareció en el último episodio del programa de televisión Due South, habiendo aparecido anteriormente sus canciones " Barrett's Privateers " y " Watching the Apples Grow ". "Barrett's Privateers" también se ha utilizado ampliamente en anuncios de promoción de la cerveza de Alexander Keith. En el telefilme hecho por CTV sobre la vida de Terry Fox, " Turnaround " de Rogers es la música del plano final. Muchas de sus canciones en los álbumes Northwest Passage y From Fresh Water se refieren a eventos de la historia de Canadá.
Adrienne Clarkson, quien, antes de servir como Gobernadora General de Canadá de 1999 a 2005, había trabajado para la Canadian Broadcasting Corporation, destacó la carrera de Rogers en un documental televisivo de 1989 llamado One Warm Line en CBC Television ; También citó a Rogers en su discurso de investidura.
Cuando Peter Gzowski, de CBC, pidió a los canadienses que eligieran un himno nacional alternativo, "Northwest Passage" fue la elección abrumadora.
El Stan Rogers Folk Festival se celebra cada año en Canso, Nueva Escocia. En 1995, varios artistas realizaron dos noches de conciertos en el Auditorio Rebecca Cohn de Halifax, que fueron lanzados en un álbum ese año como Remembering Stan Rogers.
Rogers también es un elemento permanente del festival folclórico canadiense Summerfolk, que se celebra anualmente en Owen Sound, Ontario, donde el escenario principal y el anfiteatro están dedicados como el "Pabellón en memoria de Stan Rogers". El festival está firmemente arraigado en la tradición, con la canción de Rogers " The Mary Ellen Carter " cantada por todos los involucrados, incluido el público y una mezcla de actos en el festival.
En el Canmore Folk Festival, el festival de música folclórica de mayor duración de Alberta, Canada, los artistas suben al Stan Rogers Memorial Stage, que es el escenario principal del festival.
El hijo de Stan, Nathan Rogers, también es un artista folclórico canadiense establecido con una voz y una agudeza lírica similar a la de su padre. Ha lanzado dos álbumes en solitario aclamados por la crítica y ha realizado giras internacionales como solista y en el trío Dry Bones.
En 2007, Rogers fue reconocido póstumamente con un Premio al Logro Nacional en los Premios SOCAN anuales celebrados en Toronto.
La banda canadiense de rock celta Enter the Haggis interpreta regularmente una versión de "White Squall" para finalizar sus espectáculos y la incluyó en su álbum de 2011, Whitelake.
En 2011, la banda pirata de metal Alestorm lanzó una versión de la canción de Rogers "Barrett's Privateers" (Label Napalm Records).
En 2013, Groundwood Books convirtió la canción de Rogers "Northwest Passage" en un libro para niños ilustrado por el galardonado artista Matt James.
En 2017, la banda canadiense de punk celta The Real McKenzies lanzó una versión de "Northwest Passage" de Rogers en su álbum Two Devils Will Talk.
En 2019, la banda canadiense de metal Unleash the Archers lanzó una versión de "Northwest Passage" de Rogers en Napalm Records.
En 2019, la banda canadiense de folk punk The Dreadnoughts lanzó una versión de "Northwest Passage" de Rogers, así como una canción conmemorativa llamada "Dear Old Stan", en Stomp Records.
En 2020, The Longest Johns lanzó una versión de "The Mary Ellen Carter" de Rogers en su álbum Smoke and Oakum.
En 2020, el uniforme de local del club de fútbol de la Premier League canadiense HFX Wanderers FC presentaba una imagen de onda sonora tomada de "Barrett's Privateers" de Rogers, inspirada en parte en la adopción de la canción por Privateers 1882, un grupo de seguidores de los Wanderers.
En 2023, The Longest Johns y El Pony Pisador lanzaron una versión de "Northwest Passage" de Rogers como parte de su EP colaborativo "The Longest Pony".

## Discografía

### Singles
- "Hail To You Santa Claus" Lado A y lado B " Coventry Carol " (1970; RCA)
- "Fat Girl Rag" Lado A y lado B "Seven Years Along" (1971, RCA)
- "Three Pennies"/"Past Fifty" Lado A y lado B "Guysborough Train" (1974, promoción de CBC)

### Álbumes
- Fogarty's Cove (1977)
- Turnaround (1978)
- Between the Breaks... Live! (1979)
- Northwest Passage (1981)
- For the Family (1983)
- From Fresh Water (1984)
- In Concert (1991)
- Home in Halifax (1993)
- Poetic Justice (1996): una colección de dos obras de radio ( Harris and the Mare, basada en la canción de Stan Rogers con el mismo nombre, adaptada por John Gavin Douglas para la serie Nightfall de CBC Radio, y The Sisters de Silver Donald Cameron, una obra escrita para CBC Playhouse, para la cual Rogers escribió e interpretó la música).
- From Coffee House to Concert Hall (1999)
- The Very Best of Stan Rogers (2011)